# 宗社党
君主立宪维持会，又稱宗社黨，是中国清末民初的政治组织，主要由满族贵族组成。此组织以推動满洲民族主义為核心思想，目標是恢復清朝統治。

## 簡介
1912年1月12日，为对抗辛亥革命，清室贵族良弼、毓朗、溥伟、载涛、载泽、铁良等秘密召开会议，以維持宗廟社稷為旨，1月19日組織“君主立宪维持会”，俗謂「宗社党」。
“君主立宪维持会”以馮國璋為會長，並以該會名义发布《北京旗漢軍民公启》，强烈要求隆裕太后坚持君主制政权，反对共和制。他们密谋打倒内阁总理大臣袁世凯，以毓朗、载泽出面组阁，铁良出任清军总司令，然后与南方革命军决一死战。王清渭笔述彭烈士事迹档案记载：“良氏督战甚切，遂派荫昌督水师，冯国璋督陆军，直抵刘家庙上下一带，夹攻武昌甚急。水师以巨炮击坏民军数舰，及武昌城市民军危在旦夕。”1月26日，同盟会杀手彭家珍炸死良弼。在京满族权贵惶恐不安。2月12日，清宣统帝宣布逊位。宗社党遂告解散。
1914年4月，日本政府由大隈重信第二次组阁后，积极支持满蒙独立运动。宗社党重新在日本成立，总部设东京，大连设支部，主要成员有原肃亲王善耆、原恭亲王溥伟、原陕甘总督升允、原蒙古贵族巴布扎布，富昇阿，还有日本人川岛浪速、头山满、山田修、若日太郎等30余人。寓居大连的原肃亲王善耆领导大连支部，与川岛浪速等共同策划，于1916年3月组成宗社党“勤王军”，准备在辽南起事。1916年6月袁世凯死，段祺瑞组阁，日本对华政策转变，勤王军被解散。
1917年7月1日，宗社党領袖铁良策動張勳迎立溥儀復辟，12日後以失敗告終。

### 引用
1. ↑  鹿璐《彭家珍刺杀良弼案始末》，《北京档案》2014年12期